# Die Arbeitersaga
Die Arbeitersaga bzw. kurz Arbeitersaga ist eine österreichische vierteilige Filmreihe. Gedreht wurde sie für das Fernsehen, inzwischen gibt es auch eine DVD-Edition. Der Regisseur Dieter Berner und Drehbuchautor Peter Turrini arbeiteten bereits bei dem Mehrteiler Die Alpensaga zusammen.
Das mehrteilige Filmwerk ist eine gesellschaftskritische Sicht auf vier Zeitabschnitte nach 1945. Die Filmepisoden spielen zu unterschiedlichen Zeiten der jüngeren österreichischen Geschichte: in der Kriegsendphase, den 1960er, 1980er und 1990er Jahren. Der Protagonist Rudi bzw. Karl Blaha, arbeitend in mehreren Berufen, ist das verbindende Element aller vier Teile.

## Die Verlockung
Der Grundkonflikt in Die Verlockung ist die beginnende Individualisierung und die aufkommende Konsumgesellschaft im Zuge des Umbruchs in der österreichischen Gesellschaft während der 1960er Jahre sowie die Veränderungen der Arbeiterbewegung, als es zur sogenannten Sozialpartnerschaft anstelle des bisherigen Klassenkampfes kam sowie das Auftreten gewerkschaftsinterner Flügelkonflikte als Folge der 1945 gebildeten Einheitsgewerkschaft.
Als Rahmenhandlung dient das Erwachsenwerden und die Jungenfreundschaft zwischen dem Protagonist Rudi Blaha und Manfred (Manni) Markovic. In diesem Filmteil hat Blaha die Rolle eines Metallarbeiters und Funktionärs der österreichischen Gewerkschaftsjugend in unterster Ebene. Beide träumen von einer gemeinsamen Urlaubsreise ins französische St. Tropez. Zweck der Reise ist es, Brigitte Bardot aufzusuchen und sie „ritterlich“ zu beschützen. Nach Meinung der beiden sei der Filmstar in Gefahr vor Liebhabern, die nur die Schauspielerin ausnützen und schädigen wollen. Da Blaha zum Kulturfunktionär gewählt werden soll und in der Gewerkschaftsjugend ehrenamtliches Engagement zeigen will, kommt er in Widerspruch zu seinem Freund Karl, der kein Interesse an Politik hat und Blaha vorwirft, sich wegen seiner Gewerkschaftsarbeit nicht mehr für ihr Reiseprojekt zu interessieren.
Die Verlockung – Juni 1961 wurde zwischen 1985 und 1988 produziert und im ORF uraufgeführt.

## Müllomania
Die gesellschaftskritische Filmphantasie stellt die österreichische Hauptstadt als eine Stadt dar, in der die Stadtverwaltung es nicht mehr schafft ihre Aufgaben der Organisation der Abfallbeseitigung zu erfüllen. Dementsprechend führt die Müllabfuhr einen aussichtslosen Kampf. Müll fliegt vom Wind getrieben umher und stapelt sich in den Straßen, es wimmelt von Mäusen und Ratten.
Es entsteht eine sogenannte „Seilschaft“ zwischen einer Müllbeseitigungsfirma und der Stadtverwaltung. Rudi Blaha ist in Müllomania der Pressereferent des Stadtrats für Abfallwirtschaft, Fred Wiedergewinner. Eine völlig neuartige Anlage soll mit der Unterstützung öffentlicher Gelder entstehen, die den Müll in gepresste Spanplatten umwandeln soll. Natürlich ist das ein großer Bluff. Rudi Blaha bekommt darüber konkrete Informationen aus den Recherchen seines Freundes Fritz Anders. Trotz innerem Konflikt schafft Rudi Blaha es nicht auszusteigen und deckt den Schwindel durch seine Öffentlichkeitsarbeit bis zur medienwirksam inszenierten Eröffnung der Attrappe der sogenannten „Müllfabrik“.
Die Handlung schließt an einige Rollen des Teiles Die Verlockung an. Rudi wird vom einst aktiven Funktionär der Gewerkschaftsjugend zum opportunistischen Pressereferenten. Der Gewerkschafter Fritz Anders bleibt seiner kritischen Gesinnung treu und ist jetzt enthüllender Journalist. Und Manfred, der in Die Verlockung Unpolitische, jetzt Rollstuhlfahrer wegen eines Badeunfalls, engagiert sich nun ehrenamtlich und versucht Hilfe für eine Behindertenwerkstatt zu organisieren.
Müllomania – Winter 1986 wurde 1988 gedreht und im gleichen Jahr im ORF uraufgeführt.

## Das Plakat
In Apriltagen des Jahres 1945 trafen die ersten sowjetischen Truppen in Wien ein. Der Krieg, der Zweite Weltkrieg neigt sich seinem Ende entgegen und der Protagonist Karl Blaha, ein Schriftsetzer, ist Wehrmachtsoldat, hat sich aber von seiner Truppe entfernt und versucht sich nach Hause allein durchzuschlagen. Er hat Glück und findet Olga, seine schwangere Frau in einem Luftschutzkeller. Ihr Kind erhält den Vornamen Rudi. Der junge Vater Karl Blaha will sich politisch engagieren und unterstützt den Neuanfang einer linken Partei. Er kommt dabei in Konflikt mit der Roten Armee, die bis zur Beendigung der Kampfhandlungen in Österreich jedoch noch keine politischen Aktivitäten zulässt. Nach einem kurzen Gefängnisarrest kommt Karl wieder auf freien Fuß und kann seinen Parteiauftrag, ein Plakat für die erste wieder freie Demonstration zum 1. Mai zu erstellen, ausführen.
Dieser Film ist die Vorgeschichte des Teils Die Verlockung, der sich dann mit den späteren Rollen des jungen Erwachsenen Rudi und seinen Eltern Olga und Karl Blaha, anschließt.
Das Plakat – April 1945 wurde 1989 gedreht und 1990 im ORF uraufgeführt.

## Das Lachen der Maca Darac
Ähnlich wie in den anderen Filmen der Arbeitersaga sind wiederum gesellschaftskritische Aspekte und eine Rahmenhandlung vorhanden. Die Palette der Themen der Gesellschaftskritik sind hier die Einwanderungsproblematik, die Ausnutzung der Arbeitskraft von Einwanderern, die europäische Außenpolitik in Form von illegalem Waffenverkauf in Staaten der dritten Welt, bis hin zum Umgang mit Strafverfolgten einschließlich von Fällen, in denen Urteile zur Einweisung in psychiatrische Spitäler bzw. Krankenhäuser führen.
An der Rahmenhandlung beteiligt sind eine Einwanderin Maca Darac, die gezwungen ist sich ihren Lebensunterhalt mit einer sogenannten illegalen Beschäftigung zu verdienen. Bei einer Gendarmerie- bzw. Polizeikontrolle wird zudem entdeckt, dass sie keine gültige Aufenthaltsbewilligung hat. Auch Macas Chef gerät dabei unter Druck. Zwischen beiden entwickelt sich ein Konflikt, der auch Übergriffe zeigt, die aus ihrem bestehenden Abhängigkeitsverhältnis zum Hotelbesitzer entstehen.
Maca begegnet in dieser Situation einem Einheimischen, den sie um Hilfe bittet. Dieser Mann ist Kurt Höllermoser, der vor einiger Zeit zur technischen Betreuung eines Waffenverkaufs ins Ausland geschickt wurde. Kurt lediglich einfacher Facharbeiter, musste aber die Vorführung der verkauften Waffe durchführen, weil der eigentlich damit beauftragte qualifizierte Ingenieur seine Arbeit verweigerte. Die Präsentation scheiterte dadurch und der Arbeiter wird zur Strafe in dem Wüstenstaat (der nicht weiter benannt wird), in dem die Vorführung stattfand, von den dortigen Machthabern verhaftet. Kurt kommt aber wieder frei und lebt nun, sich ständig verfolgt fühlend wieder in seinem Heimatland. Er und Maca treffen in einem Wintersportort, in dem sie arbeitet, aufeinander. Beide verlieben und verloben sich nach kurzer Zeit. Aber Kurt trifft außerdem auch mit Rudi Blaha zusammen, der in seinem Amt als Politiker bzw. Parteifunktionär höherer Ebene, damals in den Wüstenstaat reiste, um Kurt dort aus dem Gefängnis zu holen. Da Rudi Blaha befürchtet, dass Kurt Höllermoser über die geheimen Vorgänge um den Waffenverkauf in der Öffentlichkeit berichten könnte, zeigt er Höllermoser an und behauptet, dass dieser ihn mit körperlicher Gewalt verletzt hätte, was aber nicht der Wahrheit entspricht. Letztlich erreicht Rudi Blaha sogar, das Höllermoser nicht nur in einer spektakulären Aktion inhaftiert, sondern zur „Prävention“  auch noch in eine Psychiatrie eingewiesen wird.
Maca verliert letztlich ihre Arbeit und wird zudem ebenso verhaftet, sie weil sie kein gültiges Visum vorweisen kann. Zwar wird sie wieder entlassen, aber aufgefordert ihren Aufenthaltsstatus in Ordnung zu bringen oder das Land zu verlassen. Sie nimmt zu Rudi Blahas Tochter Kontakt auf, die inzwischen zu einer Jugendlichen herangewachsen ist. Diese hilft Maca den Kurt Höllermoser aus dem Spital herauszuholen, sodass Maca und Kurt letztlich heiraten können.
Das Lachen der Maca Darac – Winter 1991 wurde 1991 gedreht und im ORF uraufgeführt.

## Belege
1. ↑  Einbandrückseite der DVD-Ausgabe Müllomania-Arbeitersaga Winter 1986. In: Veröffentlichungen der Online-Filmbank (OFDB) vom 22. November 2009 OFDB, abgerufen am 30. Oktober 2013.